# Molly Ringwald

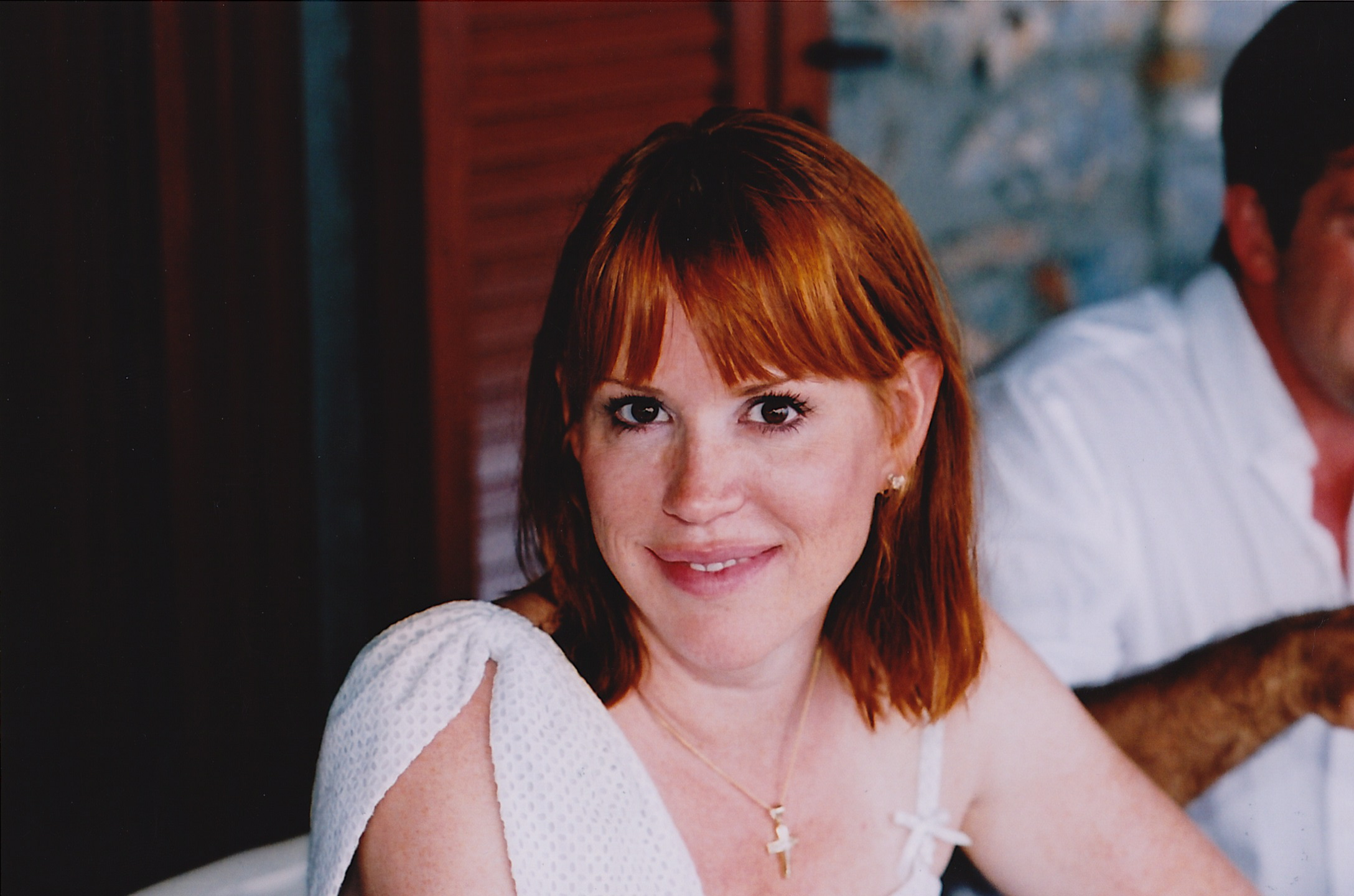
Molly Ringwald (2010)

Molly Kathleen Ringwald  (* 18. Februar 1968 in Roseville, Kalifornien) ist eine US-amerikanische Schauspielerin und Sängerin. Bekannt wurde sie in den 1980er Jahren mit ihren Rollen in Das darf man nur als Erwachsener, The Breakfast Club und Pretty in Pink vor allem bei einem jugendlichen Publikum.

## Leben

### Musikkarriere
Die Tochter des blinden Jazz-Pianisten Robert Scott „Bob“ Ringwald (1940–2021) und dessen Frau Adele hat zwei Geschwister. Ihre Schauspielkarriere begann bereits im Alter von fünf Jahren mit der Hauptrolle in dem Theaterstück Alice im Wunderland. Mit sechs Jahren hatte sie mit ihrem Vater schon ein Dixieland-Jazz-Album aufgenommen, das bei Sammlern heute sehr begehrt ist. Im Alter von acht Jahren sprach sie für eine Rolle in der Fernsehserie The Facts of Life vor. Sie sang ein Lied für das 1980 erschienene Disney-Weihnachtsalbum. 2013 erschien bei Concord ihr Debütalbum Except … Sometimes.

### Schauspielkarriere

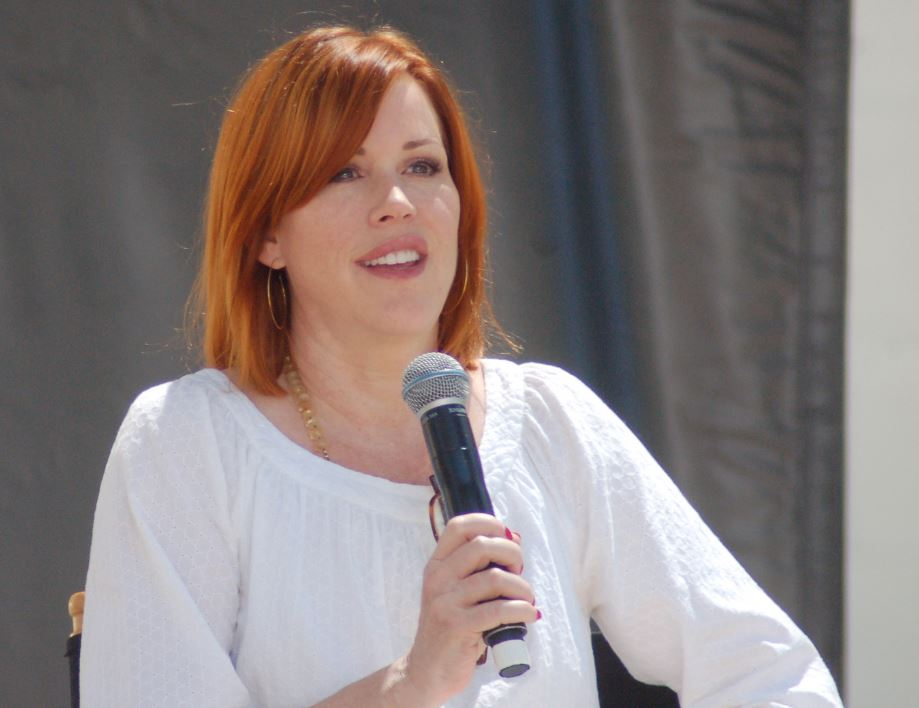
Molly Ringwald, 2013

1979 trat sie in mehreren Folgen der Fernsehserie Noch Fragen Arnold? auf. In diesem Jahr wurde sie für den Spin-off The Facts of Life gecastet; ihre Figur wurde aber nach der ersten Staffel wieder aus der Serie geschrieben. Ihren Durchbruch im Kino hatte sie mit dem Film Das darf man nur als Erwachsener (1984). Ringwald war Teil des so genannten „Brat Pack“ von Jungschauspielern in den 1980er Jahren.
Nachdem sie in ihrem größten Hit The Breakfast Club eine High-School-Prinzessin gespielt hatte, spezialisierte sich Ringwald auf die Porträtierung unsicherer, mürrischer und ängstlicher Figuren. Ihre Auftritte beeinflussten das Teenager-orientierte Fernsehen wie auch die Kinofilme der 1990er.
Ringwald lehnte sowohl Julia Roberts’ Part in dem Kassenhit Pretty Woman als auch Demi Moores Hauptrolle in dem Film Ghost – Nachricht von Sam ab. In den 1990er Jahren wurde es ruhig um sie. Sie trat hauptsächlich noch in Fernsehfilmen sowie in Direct-to-Video-Horrorfilmen auf. 1995 sorgte ihre Nacktszene in Seitensprung mit Folgen – Wenn eine Affäre zum Alptraum wird für mediales Aufsehen.
Ihre Fernsehrolle in der ABC-Sitcom Townies 1996 wurde von der Kritik hoch gelobt, erreichte jedoch eher enttäuschende Einschaltquoten, so dass die Serie bereits nach neun Episoden eingestellt wurde.
In den 1990er Jahren lebte Ringwald vier Jahre lang in Frankreich und trat dort auch in französischsprachigen Filmen auf. Sie hatte 1990 einen Gastauftritt in Bob Dylans Video zu Unbelievable aus dem Album Under a Red Sky. In dieser Zeit beteiligte sie sich auch an Theaterstücken in London. Sie trat außerdem am Broadway auf, bevor sie sich England zuwandte. Die Detroiter Rockband Sponge hatte 1995 einen Hit namens Molly (Sixteen Candles), in dem es eindeutige Bezüge zu Ringwald und ihrer Filmkarriere gibt, auch wenn der Titel so im Text nicht erwähnt ist und die Band stets abgestritten hat, dass sich das Lied auf Molly Ringwald bezieht.
Ringwald hatte 2001 einen Auftritt in Nicht noch ein Teenie-Film!, zugleich Parodie auf und Hommage an viele Teeniefilme, darunter einige, in denen Ringwald selbst mitgewirkt hatte. Ende des Jahres 2004 spielte sie am Broadway in dem Theaterstück Modern Orthodox, unter anderem mit Jason Biggs und Craig Bierko. Im Herbst und Winter 2006 übernahm Ringwald, die bis dahin auch in Cabaret und Enchanted April auf der Bühne zu sehen war, die Hauptrolle in dem Broadway-Remake des Musicals Sweet Charity während der USA-Tournee.

### Privates
Ringwald heiratete am 28. Juli 1999 ihren Verlobten Valery Lameignère. Das Paar ließ sich 2002 wieder scheiden. Mit ihrem zweiten Ehemann Panio Gianopoulos hat sie drei Kinder.

## Filmografie (Auswahl)
- 1979–1980: The Facts of Life (Fernsehserie, 14 Episoden)
- 1980: Noch Fragen Arnold? (Diff’rent Strokes, Fernsehserie, 12 Episoden)
- 1982: Der Sturm (Tempest)
- 1983: Auf und davon (Packin’ It In, Fernsehfilm)
- 1983: Spacehunter – Jäger im All (Spacehunter: Adventures in the Forbidden Zone)
- 1984: Das darf man nur als Erwachsener (Sixteen Candles)
- 1985: The Breakfast Club
- 1985: … und fanden keinen Ausweg mehr (Surviving: A Family in Crisis, Fernsehfilm)
- 1986: Pretty in Pink
- 1986: Shelley Duvall’s Tall Tales and Legends (Fernsehserie)
- 1987: Kid Kane (P.K. and the Kid)
- 1987: King Lear
- 1987: Jack, der Aufreißer (The Pick-up Artist)
- 1987: Maybe Baby – Am Anfang war der Klapperstorch (For Keeps?)
- 1988: Zärtliche Liebe (Fresh Horses)
- 1990: Verführerische Geschichten (Women and Men: Stories of Seduction, Fernsehfilm)
- 1990: Liebesroulette (Strike It Rich)
- 1990: Familienehre (Betsy’s Wedding)
- 1992: Verhängnisvolle Liebe (Something to Live for: The Alison Gertz Story, Fernsehfilm)
- 1993: Liebeslied für zwei (Face the Music)
- 1994: Some Folks Call It a Sling Blade (Kurzfilm)
- 1994: Stephen Kings The Stand – Das letzte Gefecht (The Stand)
- 1995: Seitensprung mit Folgen – Wenn eine Affäre zum Albtraum wird (Malicious)
- 1995: Bad Guys (Baja)
- 1995: Tous les jours dimanche
- 1996: Kinder des Scheusals / Kinder eines Scheusals (Enfants de salaud)
- 1996: Remember WENN (Fernsehserie, Episode 1x05)
- 1996: Townies (Fernsehserie, 15 Episoden)
- 1997: Office Killer
- 1998: Titey (Zeichentrick-Kurzfilm, Stimme)
- 1998: Saturday Night Live (Fernsehserie)
- 1998: Dümmer geht’s immer / Ein total verrücktes Klassentreffen (Since You’ve Been Gone, Fernsehfilm)
- 1998: Wenn Wünsche in Erfüllung gehen (Twice Upon a Time, Fernsehfilm)
- 1999: Symphonie des Todes (Requiem for Murder)
- 1999: Tötet Mrs. Tingle! (Teaching Mrs. Tingle)
- 1999: Kimberly / Daddy Who?
- 2000: Outer Limits – Die unbekannte Dimension (The Outer Limits, Fernsehserie, Episode 6x01)
- 2000: Cut
- 2000: Emilys Vermächtnis (The Giving Tree)
- 2000: In the Weeds
- 2000: The $treet – Wer bietet mehr? (The $treet, Fernsehserie, Episode 1x02)
- 2000: The Translator (Kurzfilm)
- 2001: Ring of Fire (Cowboy Up)
- 2001: Nicht noch ein Teenie-Film! (Not Another Teen Movie)
- 2002: The Big Time (Fernsehkurzfilm)
- 2003: The Tulse Luper Suitcases, Part 1: The Moab Story
- 2006: Medium – Nichts bleibt verborgen (Medium, Fernsehserie, Episode 2x20)
- 2006: The Wives He Forgot (Fernsehfilm)
- 2006: Molly: An American Girl on the Home Front (Fernsehfilm)
- 2008–2013: The Secret Life of the American Teenager (Fernsehserie, 96 Episoden)
- 2011: Psych (Fernsehserie, Episode 6x06)
- 2014: Rainbow Brite
- 2014: Wishin’ an Hopin’
- 2014: Me
- 2015: Bad Night
- 2015: Jem and the Holograms
- 2016: King Cobra
- 2016: Odd Mom Out (Fernsehserie, 2 Episoden)
- 2016: Raising Expectations (Fernsehserie, 26 Episoden)
- 2017: SPF-18
- 2017–2023: Riverdale (Fernsehserie, 36 Episoden)
- 2018: The Kissing Booth
- 2018: All These Small Moments
- 2018: Siberia – Tödliche Nähe (Siberia)
- 2019: Stadtgeschichten (Tales of the City, Fernsehserie, 2 Episoden)
- 2020: The Kissing Booth 2
- 2021: The Kissing Booth 3
- 2022: The Bear (Fernsehserie, Episode 1x03)
- 2022: Dahmer – Monster: Die Geschichte von Jeffrey Dahmer (Dahmer – Monster: The Jeffrey Dahmer Story, Miniserie)
- 2023: Single Drunk Female (Fernsehserie, Episode 2x07)
- 2023: Bad Things
- 2024: Feud (Fernsehserie)